# Agaraeus parva
Agaraeus parva là một loài bướm đêm trong họ Geometridae.